# Un posto felice
Un posto felice è un album dei Pooh, pubblicato il 14 aprile 1999. 
Il disco debutta al secondo posto della hit parade settimanale e rimane ai vertici della classifica per 42 settimane. 

## Il disco
Il gruppo pubblica un album a quasi tre anni di distanza dal precedente Amici per sempre, un tempo di attesa mediamente più lungo rispetto alle uscite degli anni precedenti.
L'album è trascinato dal tormentone radiofonico Se balla da sola, e risulta tra i più venduti ed apprezzati del 1999 e della prima parte del 2000.
Viene pubblicato radiofonicamente il singolo Mi manchi, una specie di sequel de La donna del mio amico del quale ricalca le sonorità e la struttura, e Dimmi di sì, canzone pop-dance, cantata da Stefano, che spopola per tutta l'estate 1999, partecipando pure al Festivalbar di quell'anno.
Nel complesso il disco ha sonorità prevalentemente pop, senza particolari cambi di ritmo, con prevalenza di canzoni d'amore. L'ascesa di Red Canzian come autore dei singoli della band è qui affidata a Io ti aspetterò, canzone che avrà qualche passaggio radiofonico in attesa della fortunata serie cominciata con Stai con me dell'album successivo, Cento di queste vite.

## Tracce
1. Se balla da sola (Facchinetti-Negrini) - 4'57" - Voci principali: Dodi, Red, Roby, Stefano
2. Mi manchi (Facchinetti-D'Orazio) - 4'40" - Voce principale: Roby
3. Quando lui ti chiederà di me (Battaglia-D'Orazio) - 4'26" - Voce principale: Dodi
4. Io ti aspetterò (Canzian-D'Orazio) - 4'58" - Voce principale: Red
5. Dimmi di sì (Facchinetti-D'Orazio) - 4'55" - Voce principale: Stefano
6. Ricostruire un amore (Canzian-Negrini) - 4'46" - Voce principale: Red
7. Sogno a mezza estate (Facchinetti-Negrini) - 5'14" - Voce principale: Roby
8. Quel che non si dice (Battaglia-Negrini) - 4'47" - Voce principale: Dodi
9. Eravamo ragazzi (Facchinetti-D'Orazio) - 5'13" - Voce principale: Roby
10. 20.000 leghe sopra i cieli (Battaglia-D'Orazio) - 5'16" - Voci principali: Dodi, Red, Roby, Stefano

## Formazione
- Roby Facchinetti - voce e tastiere
- Dodi Battaglia - voce e chitarre
- Stefano D'Orazio - voce e batteria
- Red Canzian - voce e basso

## Classifiche

### Classifiche settimanali
| Classifica (1999) | Posizione massima |
| ----------------- | ----------------- |
| Europa            | 34                |
| Italia            | 2                 |

### Classifiche di fine anno
| Classifica (1999) | Posizione |
| ----------------- | --------- |
| Italia            | 15        |